# أفرو مانشستر
طائرة أفرو 679 مانشستر كانت مقاتلة بريطانية متوسطة ذات محركين والمصنعة من قبل شركة أفرو في المملكة المتحدة. في حينلم يتم بناء عدد كبير منها، إلا أنها كانت آساس تصميم طائرة أفرو لانكستر الشهيرة بالمحركات الأربع والتي أصبحت واحدة من اأقدرة القاذفات الاستراتيجية في الحرب العالمية الثانية.

## المشغلون
- سلاح الجو الملكي الكندي
  - رقم 408 سرب القوات المسلحة
  - رقم 420 سرب القوات المسلحة
- سلاح الجو الملكي
  - رقم 49 سرب سلاح الجو الملكي البريطاني في Scampton سلاح الجو الملكي البريطاني (نيسان / أبريل 1942 – حزيران / يونيه 1942)
  - رقم 50 سرب سلاح الجو الملكي البريطاني في سلاح الجو الملكي البريطاني Skellingthorpe (نيسان / أبريل 1942 – حزيران / يونيه 1942)
  - رقم 61 سرب سلاح الجو الملكي البريطاني في سلاح الجو الملكي البريطاني Hemswell (حزيران / يونيه 1941 – حزيران / يونيه 1942)
  - رقم 83 سرب سلاح الجو الملكي البريطاني في Scampton سلاح الجو الملكي البريطاني (كانون الأول / ديسمبر 1941 – حزيران / يونيه 1942)
  - رقم 97 سرب سلاح الجو الملكي البريطاني في سلاح الجو الملكي البريطاني Waddington ثم RAF Coningsby (فبراير 1941 – فبراير 1942)
  - رقم 106 سرب سلاح الجو الملكي البريطاني في سلاح الجو الملكي البريطاني Coningsby (فبراير 1942 – حزيران / يونيه 1942)
  - رقم 207 سرب سلاح الجو الملكي البريطاني في سلاح الجو الملكي البريطاني Waddington ثم RAF Bottesford (تشرين الثاني / نوفمبر 1940 – آذار / مارس 1942)
  - رقم 25 عملية وحدة التدريب في سلاح الجو الملكي البريطاني Finningley
  - رقم 44 تحويل الرحلة
  - رقم 1485 طيران سلاح الجو الملكي البريطاني
  - رقم 1654 الثقيلة تحويل وحدة
  - رقم 1656 الثقيلة تحويل وحدة
  - رقم 1660 الثقيلة تحويل وحدة
  - رقم 1668 الثقيلة تحويل وحدة
  - القوات المحمولة جوا التجريبية إنشاء
  - نسف وحدة التطوير في سلاح الجو الملكي البريطاني غوسبورت

## المواصفات (مانشستر Mk I)
البيانات من Aircraft of the Royal Air Force 1918–57, Flight
الخصائص العامة
- الطاقم: 7
- الطول: 70 ft (21.34 m)
- باع الجناح: 90 ft 1 in (27.46 m)
- الارتفاع: 19 ft 6 in (5.94 m)
- مساحة الجناح : 1,131 ft² (105.1 m²)
- الوزن فارغة: 31,200 lb (14,152 kg)
- وزن الإقلاع الأقصى: 50,000 lb (22,680 kg)
- محرك الطائرة: 2 × رولز رويس فيلتشر I 24-cylinder محرك شكل X, 1,760 hp (1,310 kW)  الواحد

الأداء
- السرعة القصوى: 265 mph (230 kn, 426 km/h) at 17,000 ft (5,180 m)
- مدى (طائرة): 1,200 miles (1,930 km) with maximum bomb load of 10,350 lb (4,695 kg)
- سقف الخدمة: 19,200 ft (5,852 m)